# Osielsko (gmina)
 (décembre 2015).
Si vous disposez d'ouvrages ou d'articles de référence ou si vous connaissez des sites web de qualité traitant du thème abordé ici, merci de compléter l'article en donnant les références utiles à sa vérifiabilité et en les liant à la section « Notes et références ».
Osielsko est une gmina rurale du powiat de Bydgoszcz, Couïavie-Poméranie, dans le centre-nord de la Pologne. Son siège est le village d'Osielsko, qui se situe environ 9 km au nord-est de Bydgoszcz.
La gmina couvre une superficie de 102,89 km2 pour une population de 8 917 habitants.

## Géographie
La gmina est bordée par la ville de Bydgoszcz et les gminy de Dobrcz, Koronowo et Sicienko[réf. nécessaire].